# Cinema lusófono
Cinema lusófono refere-se ao cinema falado em língua portuguesa. A definição envolve as produções cinematrográficas de países e regiões da Comunidade dos Países de Língua Portuguesa (CPLP): Portugal, Brasil, Angola, Cabo Verde, Goa, Guiné-Bissau, Macau, Moçambique, São Tomé e Príncipe, e Timor-Leste e, eventualmente, a Guiné Equatorial.

## Cinematografias lusófonas
- Cinema de Angola
- Cinema do Brasil
- Cinema de Cabo Verde[1][2][3]
- Cinema de Goa
- Cinema da Guiné-Bissau[4]
- Cinema da Guiné Equatorial
- Cinema de Macau[5]
- Cinema de Moçambique[6]
- Cinema de Portugal[7]
- Cinema de São Tomé e Príncipe
- Cinema de Timor-Leste